# State of Alert
State of Alert (auch S.O.A.)  war eine Band des frühen D.C. Hardcore aus Washington.

## Geschichte
Die nur kurz existierende Band wurde im Oktober 1980 von Henry Garfield, Michael Hampton, Wendel Blow und Ivor Hanson gegründet. Die Band spielte zwölf Konzerte, das erste am 6. Dezember 1980, wobei die Konzertdauer im Durchschnitt zwischen elf und 14 Minuten lag. Das letzte Konzert spielte die Band in Philadelphia als Eröffner für Black Flag, deren Sänger Garfield danach wurde.
Bereits 1981 verließ Simon Jacobsen die Band und wurde durch Ivor Hanson am Schlagzeug ersetzt. In dieser Besetzung wurden auch Songs aufgenommen, die Dischord Records als EP herausbringen wollte. Jedoch fehlte dem Label zu diesem Zeitpunkt das Geld für die Pressung, da auch eine Platte von Minor Threat veröffentlicht werden sollte. So bezahlte Garfield die Pressung der aufgenommenen Songs mit Geld, das er mit der Arbeit als Filialleiter in einer Eisdiele verdient hatte.
Nach der Auflösung wurde Henry Garfield, der seinen Namen in Henry Rollins änderte, Sänger von Black Flag. Michael Hampton und Ivor Hansen gründeten zusammen mit ehemaligen Untouchables-Mitgliedern The Faith.

## Stil
Der Sound der Band gilt als typisch für den frühen Washington-D.C.-Hardcore. Charakteristisch für die Gruppe waren vor allem die sehr schnellen, aggressiv gespielten und sehr kurzen Songs.
Auf der Seite des Labels Dischord Records wird über die Wirkung der Band folgendes geschrieben:

“SOA brought a new level of aggression to the music, and it reflected well the mood of many of the kids in the young DC punk scene.”

## Diskografie

### Alben/Sonstiges
- Demos, 7" (self-released)
- No Policy, EP (1981, Dischord Records)

### Samplerbeiträge
- Flex Your Head (1982, Dischord)
- Dischord 1981: The Year in 7"s (1984)
- 20 Years of Dischord (2002)